# Hirsutismo
El hirsutismo es el crecimiento de vello terminal en la mujer siguiendo un patrón masculino de distribución, en zonas andrógeno-dependientes: patillas, barbilla, cuello, areolas mamarias, tórax, en áreas inmediatamente superior o inferior al ombligo, así como en muslos y espalda.
Frecuentemente se asocia a acné, calvicie con patrón masculino (alopecia androgénica) e irregularidades menstruales.
Esta condición afecta aproximadamente al 10% de las mujeres en edad fértil, y puede ser leve, lo que representa una variación del patrón de crecimiento normal, y en raras ocasiones es signo de un trastorno subyacente grave.
Por lo general, es idiopático, pero puede estar relacionado al exceso de andrógenos, como el síndrome de ovario poliquístico o la hiperplasia suprarrenal congénita.
Está determinado por el aumento de los niveles o de respuesta a las hormonas androgénicas ováricas o suprarrenales (testosterona) que en el folículo piloso se transforman en dihidrotestosterona por acción de la enzima 5-alfa reductasa, facilitando la conversión de vello en pelos terminales de los folículos pilosos con sensibilidad a los andrógenos.
El límite entre lo normal y lo patológico no es preciso, dadas las variaciones étnicas y las influencias familiares. Es más frecuente en blancos y excepcional en asiáticos.[cita requerida]
La especialidad médica que trata el hirsutismo es la endocrinología.

## Causas

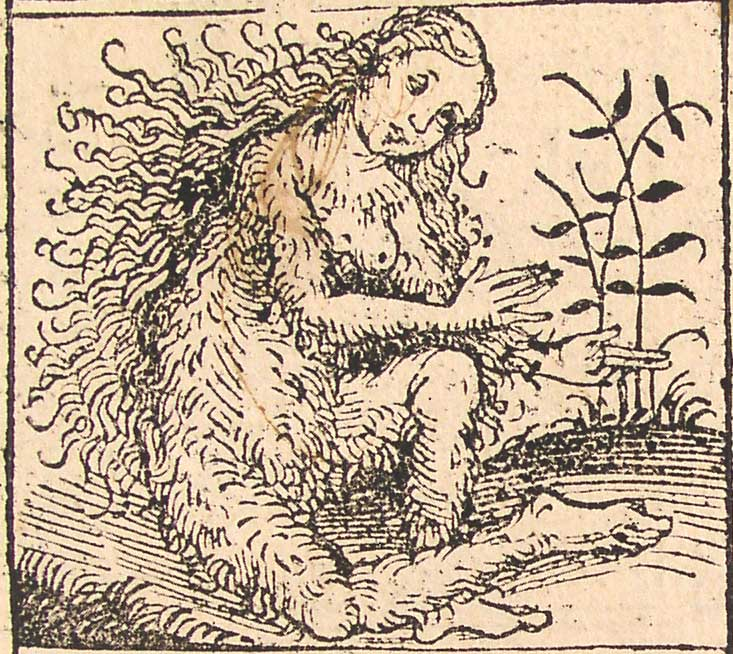
Mujer con hirsutismo en una ilustración de Las Crónicas de Núremberg (1493).

Las manifestaciones clínicas de la androgenización se pueden deber a una producción global de andrógenos libres disponibles por disminución de la globulina transportadora de hormonas sexuales (GTHS), o a una respuesta local excesiva, gracias a una mayor afinidad de los receptores intracelulares para unirse a la hormona. Por tanto el origen del problema puede ser central o periférico.
Central: Según la fuente de andrógenos será ovárico, suprarrenal o hipofisario, pudiendo ser el mecanismo tumoral o funcional.
Periférico: en este caso, el trastorno estará situado en el órgano diana, periféricamente, gracias a un incremento de sensibilidad cutánea o a una hiperactividad enzimática periférica.
El ovario parece ser el principal origen del exceso de la segregación de andrógenos y la patología ovárica más frecuentemente asociada es la que corresponde con el síndrome de ovarios poliquísticos (hiperandrogenismo ovárico funcional).
Otras causas infrecuentes de crecimiento de vello indeseable son:
- Consumo de difenilhidantoína
- Tumor o cáncer de las glándulas suprarrenales
- Tumor o cáncer de ovario
- Síndrome de Cushing
- Hiperplasia suprarrenal congénita
- Hipertecosis (una afección en la cual los ovarios producen demasiadas hormonas masculinas)
- Uso de ciertos medicamentos como testosterona, danazol, esteroides anabólicos, glucocorticoides, ciclosporina, minoxidil, fenitoína.

## Clases

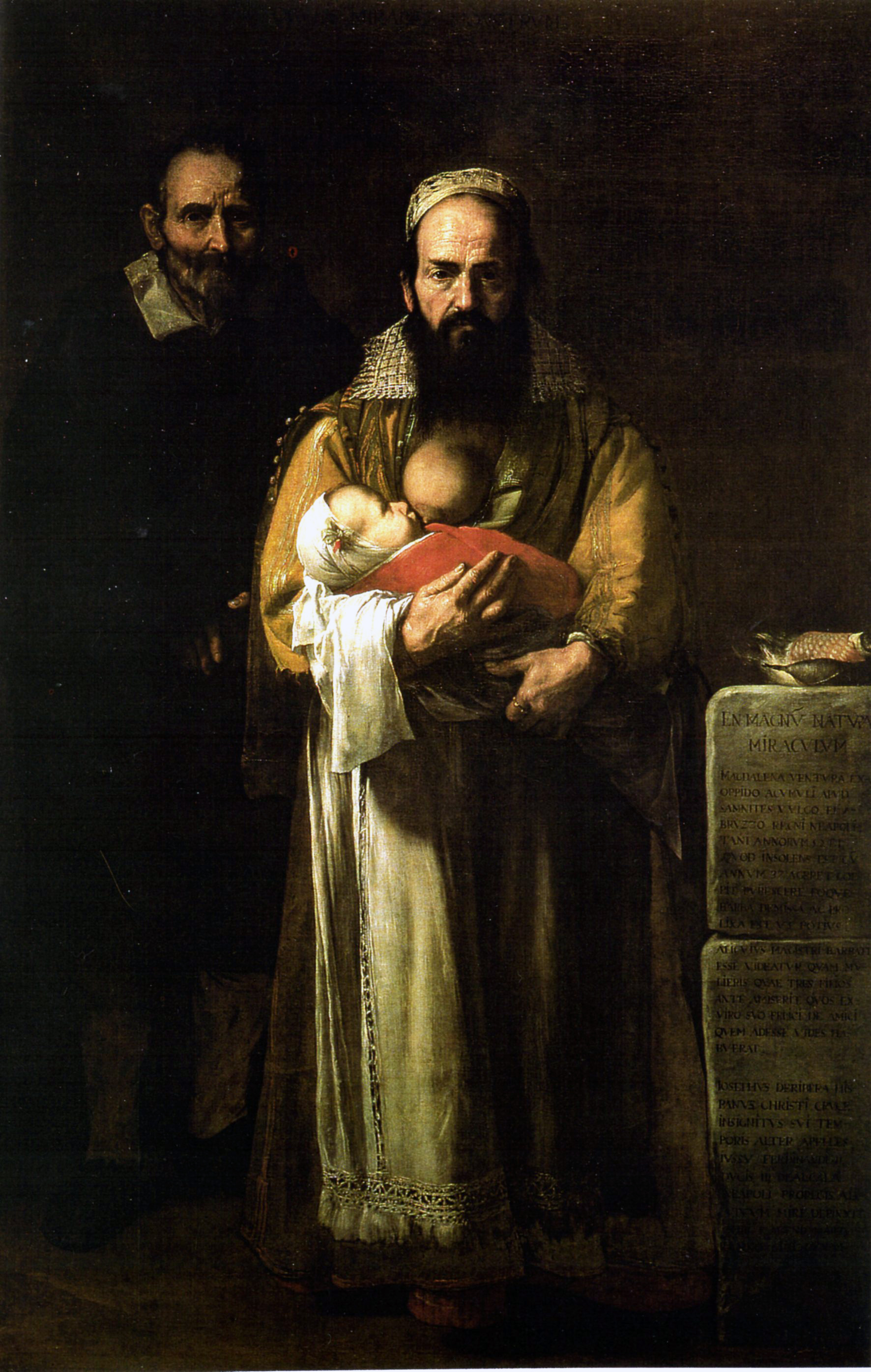
La mujer barbuda de José de Ribera muestra a una mujer que sufre hirsutismo.

Hirsutismo de origen hipofisario: debido a un aumento de ACTH que se traduce en un aumento de cortisol y secundariamente de prolactina. Puede producirse por tumores hipotalámicos, adenomas hipofisarios secretores de prolactina, hipotiroidismo psicotropo y otros fármacos como los anticonceptivos orales. Suele acompañarse de galactorrea, oligo o amenorrea, esterilidad, en ocasiones alopecia, acné, seborrea e hirsutismo de distribución tanto central como lateral con predominio del primero. Generalmente se produce en mujeres menores de 50  años.
Hirsutismo de origen suprarrenal: se produce por aumento del cortisol, que favorece una elevación en la sangre de los niveles de dihidroepiandrosterona (DHEA) simple, DHEA-sulfato y 17-hidroxiprogesterona como sucede en la hiperplasia suprarrenal congénita de expresión tardía, cuya causa más frecuente es el déficit de 21-hidroxilasa, disfunción suprarrenal intermedia, síndrome de Cushing y tumores suprarrenales. Suele tratarse de mujeres delgadas, de cualquier edad con alopecia androgenética de patrón masculino y signos de virilización.
Hirsutismo de origen ovárico: se produce un aumento de los niveles ováricos de progesterona, A-4-androstendiona y testosterona debido a la disgenesia gonadal pura y síndrome de ovario poliquístico. El hirsutismo suele comenzar por las mamas y es más intenso en zonas laterales de la cara y el cuello y también en el abdomen. El hirsutismo ovárico tumoral (arrenoblastoma, tumor de células hiliares, tumor de Brenner y gonadoblastoma) se produce en mujeres de edad avanzada, incluso postmenopáusicas, presentando hirsutismo discreto y síntomas de virilización.
Hirsutismo por hipersensibilidad del órgano terminal o hirsutismo idiopático: en estas pacientes no se diagnostica ninguna alteración endocrinológica, siendo normales los niveles de andrógenos en sangre, aunque se supone que se produce un aumento en la producción de la 5-alfa-reductasa en el folículo. El cuadro clínico comienza a partir de la pubertad, donde se va instaurando un crecimiento anormal del pelo, aumentando el hirsutismo hasta edades avanzadas. En algunas pacientes solo está afectada una región, como el bigote o las mamas. Aunque no se encuentran alteraciones hormonales, existe una incidencia significativamente mayor de defectos menos importantes influidos por los andrógenos, como la alopecia androgenética, ciclos anovulatorios, seborrea, acné y fertilidad reducida.
Hirsutismo por producción ectópica de hormonas: la producción ectópica de andrógenos puede deberse al tumor carcinoide, coriocarcinoma y cáncer de pulmón metastásico entre otros. Las pacientes desarrollan hirsutismo lateral o central, dependiendo del tipo de hormona producida por el tumor.
Hirsutismo iatrogénico: como los andrógenos, fenitoina, danazol o esteroides anabolizantes. Los pelos tienden a localizarse en la superficie lateral de la cara y espalda. No hay anormalidades bioquímicas.

## Diagnóstico
Para el estudio de una paciente con hirsutismo es preciso realizar una anamnesis detallada valorando la velocidad de aparición de los síntomas y su relación cronológica con la pubertad, la presencia de otros signos y síntomas de virilización, antecedentes familiares de hirsutismo y consumo de fármacos.
En la exploración física se debe valorar la extensión e intensidad del hirsutismo mediante la escala de Ferriman-Gallwey donde el cero corresponde a la ausencia de crecimiento del pelo y el cuatro indica el máximo crecimiento del pelo en las zonas sensibles a andrógenos. Las puntuaciones superiores a 8 indican un hirsutismo funcional en las mujeres adultas y por encima de 15, un hirsutismo orgánico.
Es importante la realización de pruebas complementarias que incluyan la determinación de testosterona libre, LH y cociente LH/FSH (aumentadas en el hirsutismo de origen ovárico), dihidroepiandrosterona-sulfato y 17-hidroxiprogesterona (aumentada en el hirsutismo de origen suprarrenal) y prolactina (elevada cuando se trata de un origen hipofisario). Si todos estos parámetros están dentro de los límites de la normalidad llegaremos al diagnóstico de hirsutismo idiopático.
En los casos en los que venga acompañado de acné, obesidad, estrías etc, puede tratarse de un Síndrome de Cushing.
Como regla general, siempre que un hirsutismo aparezca de forma abrupta y evolucione rápidamente hay que pensar en un tumor ovárico, suprarrenal o hipofisario.